# 陽光天使
《阳光天使》，2011年台灣八大電視、可米製作股份有限公司與上海曜新穎影視文化傳播有限公司合拍的偶像劇，翻拍自2002年由张娜拉、张赫等主演的韩国SBS电视剧《開朗少女成功記》。由杨丞琳、吴尊、張峻寧、劉梓妍主演。本片於2010年5月29日在上海開拍
，並於同年9月21日殺青。
2011年7月6日湖南衛視金鷹獨播劇場搶先首播，然而首播隔天意外爆出該劇的財務糾紛。2011年8月4日於台視播出。

## 概要
《陽光天使》，為前飛輪海成員吳尊和楊丞琳的偶像劇作品，也是吳尊退團前，飛輪海四人成員最後一部合作的偶像劇。於台灣、上海以及沖繩取景拍攝。

## 播出時間

### 首播
| 頻道                 | 所在地   | 播映時間       | 播出時間                                  |
| -------------------- | -------- | -------------- | ----------------------------------------- |
| 湖南衛視             | 中国大陆 | 2011年7月6日   | 周一至周日22:00                           |
| 台視                 | 臺灣     | 2011年8月4日   | 每週四22:10                               |
| 八大綜合台           | 臺灣     | 2011年8月14日  | 每週日20:00 09月26日起，改為周六21:00播出 |
| 中央电视台电视剧频道 | 中国大陆 | 2011年8月16日  | 周一至周日17:00                           |
| 新传媒U頻道          | 新加坡   | 2011年9月10日  | 每週六21:30                               |
| 隆華HDBravo          | 臺灣     | 2011年9月10日  | 每週六20:00                               |
| 星光偶像             | 臺灣     | 2011年9月11日  | 每週日21:00                               |
| 無綫劇集台           | 香港     | 2011年12月17日 | 每週六19:30                               |
| J2                   | 香港     | 2013年8月20日  | 周一至周五14:00                           |

### 重播
| 頻道       | 所在地 | 播映時間       | 播出時間      |
| ---------- | ------ | -------------- | ------------- |
| 台視       | 臺灣   | 2011年8月7日   | 每週日00:10   |
| 八大綜合台 | 臺灣   | 2011年8月15日  | 每週一13:00   |
| 台視       | 臺灣   | 2011年8月21日  | 每週日14:05   |
| 台視       | 臺灣   | 2011年8月21日  | 每週日23:30   |
| 八大綜合台 | 臺灣   | 2011年9月10日  | 每週六16:00   |
| 八大綜合台 | 臺灣   | 2011年9月11日  | 每週日02:00   |
| 無綫劇集台 | 香港   | 2011年12月18日 | 每週日13:30   |
| J2         | 香港   | 2013年8月21日  | 週二至六01:00 |

## 演員介紹

### 主要角色
| 演員   | 角色   | 原剧角色        | 粵語配音 | 介紹 |
| 楊丞琳 | 陽光   | 车陽顺 张娜拉饰 | 何璐怡   | 23歲，堅強、勇敢、聰明又快言快語的沖繩華僑女孩 爸爸是台灣人，媽媽是沖繩人，兩人好高騖遠、不務正業，到處騙吃騙喝。陽光少女時期就被爸媽送到沖繩的奶奶家，對外說法是：送陽光到日本讀書，但實際上是爸媽到處躲債，沒辦法照顧陽光。 還好，陽光還有一個相依為命的奶奶，過著有點貧苦但快樂的生活。陽光很少埋怨父母，反而堅強、努力打工賺錢，幫父母還債、奉養奶奶。她為了保住奶奶的老房子，替父母還債隻身到外地打工幫傭，在一家知名化妝品企業董事長家裡當女傭，陽光迎來了人生的轉折點。 |
| 吳尊   | 狄雅辛 | 韩齊太 张赫饰   | 梁偉德   | 28歲，Alovera艾諾薇菈公司新任總經理 他是公司的共同創業者的獨生子，可是9歲時父母早逝。後來共同創業的尹社長撫養他成人，一直是溫室中受保護的花，也是活在象牙塔裡的人。 28歲這年，雅辛被董事會選為總經理。因為表弟耿非企圖掠奪公司，陷入危機，激起他的生存意志，為了保護父母辛苦創立的公司，開始努力扭轉危機，追求夢想。 有點自我主義與自我保護，但自從見到女主角陽光之後，從小缺乏親情的他開始重新認識這個世界，對人、夥伴建立信心。雖然剛開始對陽光不客氣，像是個無理的主人，但喜歡上陽光後，所有的無理或鬥嘴，都是為了吸引陽光的注意。 |
| 劉梓妍 | 殷安琪 | 尹娜姬 韩銀贞饰 | 余欣沛   | 23歲，化妝品公司甘董事長的獨生女 漂亮、時髦、享受生活，時而可愛、時而任性的千金小姐。從小和狄雅辛一起成長，並認定長大後要嫁給雅辛，在陽光尚未出現前，覺得雅辛是自己一個人的。沒想到雅辛喜歡上陽光，甚至要向陽光求婚，而自己只是被當作妹妹，還在訂婚典禮被雅辛放鴿子，安琪不甘心雅辛愛上別人，因為忌妒所以想要破壞雅辛的人生。 最初只是想要教訓雅辛，但不知道自己陷入耿氏父子的計謀中，幫助耿非把雅辛從總經理位置拉下台，但看見雅辛破產走投無路、自暴自棄，安琪後悔把雅辛推入火坑。看著陽光陪伴在落魄的雅辛身邊，對此感到異常憤怒，「陪在雅辛身旁的人不該是我嗎？要不是陽光，雅辛也不會落到這個下場！」安琪不知自己做出傷害雅辛、傷害母親、傷害Alovera艾諾薇菈公司。 |
| 張峻寧 | 耿非   | 吴俊太 柳秀荣饰 | 曹啟謙   | 27歲，是狄雅辛的表弟 化妝品公司2世派的一員，是耿顧問的兒子。從小和狄雅辛一起長大，是雅辛的手足，也是兒時玩伴。從小被爸爸灌輸「喜歡的玩具，就要自己去搶」的概念，但個性內斂，不喜歡搶鋒頭，也不覺得自己要靠搶的方式，得到大家的重視。耿非喜歡殷安琪，可是安琪喜歡雅辛。 自從公司經營權交棒給狄雅辛後，耿顧問指使耿非親近雅辛計畫奪權，耿非處在父命難違與手足情誼的天人交戰裡，直到殷董事長宣布安琪將和雅辛訂婚，耿非頓時對狄雅辛極度嫉妒，頓時耿非甘願成為父親的劊子手，掠奪雅辛的一切，雖然完成父親的權謀之計，當上總經理，但耿非急便擁有一切，還是無法抓住安琪的心，造成良心的譴責與妒火燃燒，陷入更深的痛苦絕境。                                                 |

### 其他演員
| 演員     | 角色     | 原剧角色        | 粵語配音 | 介紹 |
| 邵翔     | 艾英善   | 永灿            | 周良鴻   | 26歲，天真開朗沒有心機，從小和狄雅辛、耿非一起長大 三個人號稱「蘆薈三公子」，但沒有事業野心，喜歡交朋友，希望天天開心，是化妝品公司的最佳公關。 在狄雅辛陷入危機後，被尤協理禁止和狄雅辛往來，一直帶著愧疚感，寧願被雅辛打也不敢冒犯耿非的小可憐的個性，直到發現耿非的陰謀，回頭幫助狄雅辛，在偷偷在化妝品公司裡間諜，希望能幫狄雅辛挽救公司。 |
| 顧寶明   | 茍都一郎 | 杨顺父          | 陳永信   | 50歲，畢如父親 各式各樣工作都做過，但都做不長久，總是在太太、岳母面前表現「懷才不遇」、「有志難申」。陽一郎其實也是有專長的，就是借錢、欠債、裝死、賴皮，整個沖繩島上，沒有人沒被陽一郎欠過錢的，要不是沖繩的人太善良，念在陽一郎還有個老岳母和懂事的女兒，陽一郎肯定會像過街老鼠到處被打。可能是債欠多了、窮太久了，常常會幻想自己會否吉泰來、發大財，讓陽光常常在後面收爛攤子。 |
| 趙樹海   | 耿信治   | 吴天武          | 招世亮   | 55歲，耿非父，狄雅辛的父親狄恩傑共同打拼的夥伴 從年輕時，跟著大姊從事化妝品工作，當狄恩傑決心往中國發展開、設廠房，耿顧問也一無反顧地跟著打拼事業。即便狄恩傑夫婦意外早逝，耿顧問依然認真跟著殷董事長，在台灣、中國市場開闢疆土。只是沒想到，當狄雅辛學成歸國，還沒在公司工作多久，殷董事長就在董事會裡提議，應該讓企業有新血加入，讓企業第二代管理公司，讓耿顧問一直以為自己能獲得青睞，得到經營權，沒想到自己是永遠的顧問，要幫助一個毛頭小子，於是想要掠奪企業經營權，但最終因嫉妒心讓自己迷失，走上違法之途，差點淘空企業根本犯下大錯。 |
| 鄔倩倩   | 伊莉莎白 | 社长            | 黃玉娟   | 殷董事長，58歲，是和狄雅辛父母一起創立「艾諾薇菈化妝品公司」的創業者 能力強、個性堅毅，在丈夫和狄氏夫婦過世後，一個人帶領企業打拼，前進中國，是很成功的台商。答應狄氏夫婦照顧狄雅辛，視如己出撫養教育他，並且希望「艾諾薇菈化妝品公司」由雅辛來繼承，繼續兩家人的企業版圖。有一個獨生女安琪，但從小疼愛過度，造成任性千金脾氣，這是殷董事長一直以來覺得最虧欠家庭，沒有把女兒教育好。 |
| 武藤美幸 | 小林和子 | 杨顺母          | 朱妙蘭   | 陽光母親，48歲，陽一郎的妻子 是個崇拜老公的好老婆，雖然老公經營工廠失敗，賠掉房子、車子，但和子從來沒有抱怨過，覺得老公只是運氣差，不是能力差。破產後一度和一郎淪為打魚工，但只要能跟一郎在一起，做什麼都甘之如飴。看到陽光和雅辛鬥嘴時，知道陽光戀愛了，天真浪漫的和子，以嬸嬸過來人的經驗，告誡陽光：初戀不要太認真，要像叔叔嬸嬸一樣，都是二次戀愛才幸福！陽光聽不懂，仍然陷入初戀的苦澀情緒裡。 |
| 光磊     | 齊磊     | 宋石久          | 關令翹   | 殷董事長的司機，齊寶貝的哥哥，喜歡陽光。 |
| 唐寧     | 齊寶貝   | 宋宝贝 秋瓷炫饰 | 曾秀清   | 齊磊的妹妹，因為陽光一開始弄壞了寶貝的電腦而叫陽光還錢，之後因為她的齊磊說幫她拿電腦去維修和因為齊磊認識陽光而和陽光成了好朋友。在萬博國際學校唸行銷科。 |
| 小優     | 陸露     |                 | 陳皓宜   | 陽光和寶貝的好朋友。一開始和寶貝一起欺負陽光到最後3個人成為了好朋友。 |
| 中野良子 | 陽光祖母 | 杨顺祖母        | -        | 是一個慈祥的老太太，從陽光小的時候一直照顧着陽光，特地去台灣探望陽光卻被安琪說沒有這個人而把她趕走，最後在走的時候被安琪不小心開車撞死了。 |

### 客串角色
| 演員     | 角色                      | 原剧角色 | 粵語配音 | 介紹 |
| 炎亞綸   | 艾綸教授 Aaron （娃娃魚） |          | 黃啟昌   | 27歲，對香味和化學變化，有超乎凡人的恩賜。 從小跟著祖父崔師傅在艾諾薇菈化妝品工廠裡打轉，看祖父工作像是遊戲，祖父像說故事般，把每個化妝品的化學式，像順口溜的唸給Aaron聽，Aaron一聽就記得，產生出來的香味，Aaron也可以很快的知道哪些原物料結合、結晶。崔師傅在第一工廠正式關閉後，被遣散回老家，抑鬱而終。直到狄雅辛帶著陽光前往拜會，因為陽光貌似過世的女友，Aaron立刻願意幫助狄雅辛，挽救艾諾薇菈，果真名不虛傳，天才Aaron每一次化學變化式，都完美無缺，就像崔師傅在世，讓艾諾薇菈重新復活。 |
| 汪東城   | 杰羅 Jiro                 |          | 黃榮璋   | 28歲，學成歸國的化妝品企劃部總監 由於把國外最時尚的概念帶回公司，雖然年輕但是公司裡重要人物，是殷董事長另一個很器重的左右手。當知道狄雅辛要接任總經理一職，雖然一度認為狄雅辛只是含著金湯匙的二代小開，根本不懂化妝品市場和企業本質，和狄雅辛有著微妙著對立關係。 |
| 辰亦儒   | 凱文 Calvin               |          | 黃啟昌   | 28歲，青年才俊 經濟、行銷雙修碩士，是殷董事長賞識的企劃組長。雖然年輕，但行事作風穩重，理性分析，當公司核心幹部前往沖繩設立分公司，Calvin被董事長留在上海坐鎮，可見Calvin的重要性。公司受到耿氏父子算計之後，為了報答殷董事長，全力幫助狄雅辛繼續製造Alovera化妝品，是狄雅辛很敬重的事業伙伴。 |
| 孫桂田   | 趙媽                      |          | 伍秀霞   | 殷家的佣人。 |
| 馬念先   | 竇哥                      |          | 蕭徽勇   | |
| 龔朝     | 崔師傅                    |          | 葉振聲   | |
| 知名定男 | 村長                      | 村长     | -        | 陽光島村長 |
| 當銘由亮 | 村人A                     |          | -        | 陽光島村人 |
| 田仲洋子 | 村人B                     |          | -        | 陽光島村人 |
| 巧克力   | 甄珠                      | 珍珠     | 林元春   | 安琪的好朋友，喜歡英善。 |
| 丫子     | 討債妹                    |          | 曾佩儀   | 廖建宇的妹妹，陽光的債主，被陽光的父母騙了一百萬而特地去陽光島要求陽光替她的父母還錢。男友在台灣中介公司工作。 |
| 白雲     | 廖建宇 討債兄             |          | 蕭徽勇   | 陽光的債主，被陽光的父母騙了一百萬而特地去陽光島要求陽光替她的父母還錢。 |

## 電視劇歌曲
- 片頭曲 - Boney M《Sunny》
- 片尾曲 - 陳乃榮《不能告訴我》(2012年7月同種異類專輯)
- 插曲 - 陳乃榮《覺醒》(2012年7月同種異類專輯)
- 插曲 - 陳乃榮《終於》(2012年7月同種異類專輯)
- 插曲 - 陳乃榮《聽見》(2012年7月同種異類專輯)

## 收視率

### 中國播出
(由csm数据参考而来，收视率包括全天收视指数和市场(收视)份额参数)
| 平台     | 平均收视率 | 平均市場份額 | 全年排名 |
| 湖南卫视 | 1.32       | 6.11         | 11       |

### 台視播出
| 播放日期       | 集數     | 平均收視率 | 收視排名 | 備註   |
| -------------- | -------- | ---------- | -------- | ------ |
| 2011年8月4日   | 01       | 0.78       | 2        |        |
| 2011年8月11日  | 02       | 0.78       | 2        |        |
| 2011年8月18日  | 03       | 0.72       | 2        |        |
| 2011年8月25日  | 04       | 0.84       | 2        |        |
| 2011年9月1日   | 05       | 0.53       | 2        |        |
| 2011年9月8日   | 06       | 0.63       | 2        |        |
| 2011年9月15日  | 07       | 0.63       | 2        |        |
| 2011年9月22日  | 08       | 0.37       | 2        |        |
| 2011年9月29日  | 09       | 0.27       | 3        |        |
| 2011年10月6日  | 10       | 0.40       | 3        |        |
| 2011年10月13日 | 11       | 0.38       | 2        |        |
| 2011年10月20日 | 12       | 0.53       | 2        |        |
| 2011年10月27日 | 13       | 0.42       | 2        |        |
| 2011年11月3    | 14       | 0.64       | 2        | 完結篇 |
| 平均收視       | 平均收視 | 0.57       | -        | -      |

- 同時段節目：中視《我和我的兄弟·恩 / 男女生了沒 / 記得·我們有約》、華視《華視新聞雜誌－達人嬉遊記 / 華視新聞雜誌－音樂強力佼》、民視《新兵日記之特戰英雄（重播） / 廉政英雄（重播）》
- 資料來源：凱絡媒體週報

## 製作團隊
- 監  製：劉麗惠（台灣台視）、賴聰筆、方可人（八大）
- 岀品人：孫軍、馮家瑞(台灣)
- 製作人：黃萬伯(台灣)、馬瀛
- 編　劇：齊錫麟(台灣)、曾昭然
- 導　演：龔朝、王明台(台湾)
- 後製導演：張映綸(台灣)、郝酈娜
- 製片統籌：張志偉
- 製片主任：何扶康
- 執行製片：周海濤
- 副導演：賴升隆(台灣)、何佳洪、林書弘
- 場　記：孟盈秀、李清揚
- 外聯製片：王海生、與那岭雄希、吉田啟
- 生活製片：葛文蕾、小山るな
- 現場製片：章逸君、上里忠司、牧野裕二
- 執行助理：廖旭欽、孫文彬
- 動作導演：黃銘建
- 攝影師：李清迪
- 攝影助理：林俊斌、黃世文
- 收音師：陳維良
- 收音助理：簡新佑
- 燈光師：莊季營(台灣)、王禮、方岩志
- 燈光助理：莊宏彬、莊弘裕、金城基史、桃原聖二
- 美術指導：黃千容、清水袈裟壽、黃偉良、連玉喆
- 道　具：朱蘭航、陳鵬屹、陳慶潾、濱田智有希
- 道具助理：韓銘、夏杰、郭本婷、徐士閔、梁碩麟
- 場務領班：朱培進、莊嘉駿、林依臻、仲宗根理
- 場務助理：朱飛、李念、余大度、李香進、林宗華、林志遠、陳敏、劉寬、島定治
- 場務器材：六福攝影器材有限公司
- 日文翻譯：毛雯偉、喬治、付誠瑞、王俊鈞、王娜
- 造　型：鍾鳳蘭
- 服　裝：宋冠儀、荒井ゆう子、友寄みすの
- 服裝助理：林律瑋
- 梳　化：謝雅慧(台灣)、謝秀如
- 梳化助理：黃貞瑜、陳宜辰
- 後製統籌：陳慧郁(台灣)、周靖洋
- 後製助理：盧迪、羅琬茜
- 剪輯後製：溫明龍(台灣)、趙強、馬一鳴
- 後製動畫：深入科技Bobby
- 音樂指導：吳嘉莉
- 編　曲：嘉莉錄音編曲組
- 音　效：嘉莉錄音工坊
- 音效助理：林佳吟
- 後製錄音：嘉莉錄音工房
- 後製剪輯：上海蒙翰圖文製作
- 劇照拍攝：林育妘
- 台視花絮剪輯：曹智瑋、李育倩
- 製作公司：八大電視、可米製作股份有限公司、上海曜新穎影視文化傳播有限公司

## 腳註
1. ↑  .[永久]
2. ↑  陳幼英. . 台灣蘋果日報. 2010-09-23  [2010-09-23] （中文（臺灣））.
3. ↑  褚姵君. . 聯合新聞網. 2011-07-08  [2011-07-09]. （原始内容存档于2011-07-11） （中文（臺灣））.

## 相關新聞
- 《阳光天使》甜蜜上档 看刘梓妍吴尊亲密接触 （页面存档备份，存于） 凤凰网娱乐 2011-07-04
- 《阳光天使》开播 吴尊张峻宁对决拉开序幕 凤凰网娱乐 2011-07-05
- 张峻宁吴尊强强联手 《阳光天使》收视夺冠 搜狐娱乐 2011-07-07
- 吳尊新劇破紀錄大吐苦水 新浪網 2011-07-08
- 吳尊櫻桃小嘴 楊丞琳愛吻 中央社 2011-07-30

## 外部連結
- 官方网站－台視（繁體中文）
- 官方网站－八大（繁體中文）
- 官方网站－香港無綫電視（繁體中文）
- 陽光天使的Facebook專頁（繁體中文）
- 金鹰网电视剧频度《阳光天使》官方网站 （页面存档备份，存于）（简体中文）
- 互联网电影数据库（IMDb）上《陽光天使》的资料（英文）

## 作品的變遷
| 中国大陆 湖南衛視 金鹰独播剧场 周一至周日22:00-00:10 | 中国大陆 湖南衛視 金鹰独播剧场 周一至周日22:00-00:10 | 中国大陆 湖南衛視 金鹰独播剧场 周一至周日22:00-00:10 |
| ---------------------------------------------------- | ---------------------------------------------------- | ---------------------------------------------------- |
|                                                      | 陽光天使 （2011年7月6日－7月14日）                   |                                                      |
| 风华正茂 （2011年6月17日－6月26日）                  | 新還珠格格 （2011年7月16日－9月8日）                 |                                                      |

| 台視 每周四22:10-23:55                | 台視 每周四22:10-23:55                | 台視 每周四22:10-23:55 |
| ------------------------------------- | ------------------------------------- | ---------------------- |
|                                       | 陽光天使 （2011.08.04 - 2011.11.03 ） |                        |
| 超級設計師 （2010.8.26 - 2011.07.28） | 我的完美男人（重播）                  |                        |

| 八大綜合台 每周日20:00-21:45           | 八大綜合台 每周日20:00-21:45               | 八大綜合台 每周日20:00-21:45 |
| -------------------------------------- | ------------------------------------------ | --- |
|                                        | 陽光天使 （2011.08.14 - 2011.09.18）       | |
| 動畫特區                               | 愛在桐花紛飛時 （2011.09.25 - 2011.11.19） | |
| 每周六21:00-22:30                      |                                            | |
| 美樂。加油 （2011.06.11 - 2011.09.03） | 陽光天使 （2011.09.25 - 2011.11.26）       | 甜蜜謊言（重播） （2011.12.03 - 2012.02.18） 燦爛的遺產（重播） （2012.02.25 - 2012.04.07） 絕對達令 （2012.04.14 - 2012.07.07） |
| 星期六 22:45 - 00:15                   |                                            | |
| 罪美麗 （2012.12.01 - 2013.03.16)      | 陽光天使 （2013.03.23 - 2013.06.22）       | 未知 （2013.06.29 - 2013.) |

| 新加坡 新传媒U频道 星期六 21:30-23:00  | 新加坡 新传媒U频道 星期六 21:30-23:00  | 新加坡 新传媒U频道 星期六 21:30-23:00 |
| -------------------------------------- | -------------------------------------- | ------------------------------------- |
|                                        | 陽光天使 （2011.09.10 - 2011.12.10）   |                                       |
| 美樂。加油 （2011.06.11 - 2011.09.03） | 原來是美男 （2011.12.17 - 2012.03.31） |                                       |

| 香港 無綫劇集台 星期六19:30-21:00      | 香港 無綫劇集台 星期六19:30-21:00          | 香港 無綫劇集台 星期六19:30-21:00            |
| -------------------------------------- | ------------------------------------------ | -------------------------------------------- |
|                                        | 陽光天使 （2011.12.17 - 2012.02.18）       |                                              |
| 國民英雄 （2011.09.03 - 2011.12.10）   | 小資女孩向前衝 （2012.02.25 - 2012.07.07） |                                              |
| 香港 無綫電視J2 星期一至五 14:00-15:00 |                                            |                                              |
| 智勝鮮師 （2013.07.04 - 2013.08.19）   | 陽光天使 （2013.08.20 - 2013.09.16）       | 狙魔人（第六季） （2013.09.17 - 2013.10.16） |